# Eduard von Oriola
Graf Eduard Ernst Lobo da Silveira von Oriola (* 20. April 1809 in Stockholm; † 20. Oktober 1862 in Breslau) war ein preußischer Generalleutnant.

## Leben
Er war Angehöriger der preußischen Grafen von Oriola und der zweite Sohn des portugiesischen Diplomaten Joaquim José Lobo da Silveira (1772–1846) und dessen Ehefrau Sophia Amalie, geborene Murray aus dem Hause Atholl (1787–1862). Der Vater wurde 1822 als Joaquim von Oriola in den preußischen Grafenstand aufgenommen.

### Militärkarriere
Nach seiner Erziehung im Berliner Kadettenkorps wurde Oriola am 5. April 1826 als Sekondeleutnant dem Garde-Dragoner-Regiment der Preußischen Armee überwiesen. Zur weiteren Ausbildung absolvierte er 1829/32 die Allgemeine Kriegsschule. Im August 1837 nahm Oriola in Begleitung von General Friedrich Karl Emil zu Dohna-Schlobitten an den Übungen der Französischen Armee bei Compiègne teil und wurde im Jahr darauf zum Premierleutnant befördert. Es solcher folgte im April 1839 seine Kommandierung zur Dienstleistung beim Generalstab des VIII. Armee-Korps. Mit der Beförderung zum Hauptmann am 30. März 1840 wurde Oriola in den Großen Generalstab versetzt. Am 14. März 1842 zum Kammerherrn ernannt, war Oriola 1842/43 als Begleiter von Prinz Adalbert von Preußen kommandiert und unternahm mit ihm eine Reise nach Brasilien. Sie überbrachten im Auftrag von König Friedrich Wilhelm IV. dem Kaiser Pedro II. den Schwarzen Adlerorden.
1844/46 kommandierte man Oriola als Begleiter des Prinzen Waldemar von Preußen auf dessen Reise nach Indien. Sie bereisten den Himalaya und Tibet. In Britisch-Indien gerieten sie dabei in den Ersten Sikh-Krieg und nahmen auf Seiten der Engländer an den Kampfhandlungen teil. Als Anerkennung für seine bewiesene Tapferkeit und Umsicht, besonders in der Schlacht von Ferozeshah, wurde Oriola nach seiner Rückkehr am 18. Dezember 1846 der Orden Pour le Mérite verliehen. Zwischenzeitlich zum Major befördert, versah er zunächst wieder Dienst im Großen Generalstab. Von April bis Juli 1848 zur Dienstleistung als Flügeladjutant von Friedrich Wilhelm IV. kommandiert, war er mit dem König auf dem Kriegsschauplatz in Schleswig-Holstein. Am 14. Oktober 1848 trat Oriola in den Truppendienst zurück und kam als etatmäßiger Stabsoffizier in das Garde-Dragoner-Regiment. Kurzzeitig fungierte er von Ende November 1850 bis Mitte Februar 1851 als Führer dieses Regiments. Am 11. März 1852 wurde Oriola zum Kommandeur des 7. Husaren-Regiments in Bonn ernannt und in dieser Stellung am 23. März 1852 zum Oberstleutnant sowie am 13. Juli 1854 zum Oberst befördert. Vom 30. Oktober 1856 bis 1. Juli 1857 war er Kommandeur der 5. Kavallerie-Brigade und anschließend der 2. Garde-Kavallerie-Brigade. Zwischenzeitlich hatte man Oriola am 4. Dezember 1856 à la suite des 7. Husaren-Regiments gestellt. Am 22. Mai 1858 folgte seine Beförderung zum Generalmajor und am 19. November 1859 erhielt er das Kommando über die 1. Garde-Kavallerie-Brigade. Schließlich beauftragte man Oriola am 1. Juli 1860 mit der Führung der 11. Division und ernannte ihn am 24. Juli 1861 zum Divisionskommandeur. In dieser Stellung folgte am 18. Oktober 1861 die Beförderung zum Generalleutnant. Für seine langjährigen Verdienste wurde Oriola am 14. November 1861 mit dem Stern zum Roten Adlerorden II. Klasse mit Schwertern am Ringe ausgezeichnet. Daneben hatte er im Laufe seiner Militärkarriere u. a. das Großkreuz des Ordens der Eichenkrone, das Kommandeurkreuz II. Klasse des Ordens Heinrichs des Löwen sowie den Orden der Heiligen Anna II. Klasse erhalten.
Er verstarb in Ausübung seines Dienstes am 20. Oktober 1862 an einem Herzinfarkt in Breslau.

### Familie
Am 28. Juni 1853 verheiratete sich Oriola in Wiepersdorf mit Maximiliane von Arnim (1818–1894). Sie war die Tochter des Dichterpaares Achim und Bettina von Arnim. Aus der Ehe gingen folgende Kinder hervor:
- Waldemar Joachim Freimund (1854–1910) ⚭ 1880 Anna Maria Berna, geb. Christ (1846–1915)
- Armgard Bettina Sophie (1856–1938) ⚭ 1881 Albert Eperjesy von Szászváros und Tóti (1848–1916)
- Joachim Roderich Salvator (1858–1907) ⚭ 1905 Maria Gräfin von Hartmann (1880–1951)
- Dolores Marie Luise (1859–1912)
- Roderich Deodat Wilhelm Albert Eduard (1860–1911), preußischer Rittmeister a. D.

⚭ 1884 Irene Gräfin von Flemming (1864–1946), geschieden 1895
⚭ 1902 Maja von Karass (1880–1945)